# Shannon (cantante)
Shannon (Washington D. C., 2 de mayo de 1958) cuyo nombre original es Brenda Shannon Greene, es una cantante estadounidense del género Pop que alcanzó éxito en los años 1980. Sus canciones más conocidas son "Let the Music Play" y "Give me Tonight".

## Carrera
Shannon nació en Washington D. C., Estados Unidos. En 1983, se matriculó en el York College de Nueva York y realizó una gira con el New York Jazz Ensemble.
En 1983 grabó "Let the Music Play", que con su sonido único, más tarde se conocería como Freestyle. Let the Music Play también sería el título del álbum de estudio debut, lanzado en febrero de 1984.
En 1985, lanzó su segundo álbum de estudio, Do You Wanna Get Away. La canción "Do You Wanna Get Away" se convirtió en su tercer sencillo en aparecer en el Billboard Hot 100 y en alcanzar el número 1 en la Dance Club Songs.
Love Goes All the Way, el tercer álbum de estudio de Shannon, fue lanzado en 1986. En 1987 grabó  la canción "Criminal", para la película Fatal Beauty, protagonizada por Whoopi Goldberg.
El 28 de marzo de 2000 fue lanzado su cuarto álbum de estudio, The Best Is Yet to Come. Este disco llevó a Shannon de nuevo a la escena dance y a las listas de Billboard a principios de la década de 2000 gracias a "Let The Music Play / Give Me Tonight — The Lost Mixes Collection" (DJ Junior Vásquez y Hector and Dezrock). Shannon más tarde lanzó un álbum recopilatorio, Let the Music Play: The Best of Shannon, en 2004.
El quinto álbum de estudio, A Beauty Returns, fue lanzado el 30 de noviembre de 2006.

## Discografía
Álbumes de estudio
- Let the Music Play (1984)
- Do You Wanna Get Away (1985)
- Love Goes All the Way (1986)
- The Best Is Yet to Come (2000)
- A Beauty Return (2006)

#### Álbumes  recopilatorios
- Part Time Lovers (1991)
- The Collection (1994)
- The Ultimate Collection (1994)
- Dancefloor Artists Volume 8 – The Best of Shannon (1995)
- The Collection (reedición) (2001)
- Let the Music Play: The Best of Shannon (2004)

Sencillos
- "Let the Music Play" (1983)
- "Give Me Tonight" (1984)
- "My Heart's Divided"  (1984)
- "Sweet Somebody"  (1984)
- "It's You"  (1984)
- "Do You Wanna Get Away" (1985)
- "Stronger Together" (1985)
- "Urgent" (1985)
- "Stop the Noise" (1985)
- "Love Goes All the Way" (1986)
- "Prove Me Right" (1986)
- "Dancin'" (1987)
- "Criminal" (1987)
- "Rain Song" (1992)
- "It's Got to Be Love" (1995)
- "Give Me Tonight 2000" (2000)
- "Let the Music Play 2000" (2000)
- "Let the Music Play" (relanzamiento) (2001)
- "Let the Music Play 2002" (2002)